# When the Sun Goes Down
When the Sun Goes Down (в превод „Когато слънцето залезе“) е третият студиен албум на групата Selena Gomez & The Scene, излязъл на 24 юни 2011 г.

## Информация за албума
На 15 февруари 2011, звукозаписна компания Universal Music Portugal потвърждава, че работата за албума е в процес. Първият сингъл, Who Says, бил представен в радио програмата On Air with Ryan Seacrest на 8 март 2011. На 14 март, сингълът е пуснат в продажба. На 19 май, била показана обложката на албума, с работното му заглавие Otherside. Вторият сингъл от албума бил Love You Like a Love Song. iTunes пуснал два промо сингъла Bang Bang Bang и Dices (испанската версия на Who Says).

## Песни
1. „Love You Like A Love Song“ (Antonina Armato, Tim James, Adam Schmalholz) – 3:09
2. „Bang, Bang, Bang“ (Selena Gomez, Toby Gad, Meleni Smith, Priscilla Hamilton) – 3:16
3. „Who Says“ (Emanuel Kiriakou, Priscilla Hamilton) – 3:15
4. „We Own The Night“ (с участието на Pixie Lott) (Hamilton Gad, Pixie Lott) – 3:47
5. „Hit the Light“ (Leah Haywood, Daniel James, Tony Nilsson) – 3:14
6. „Whiplash“ (Greg Kurstin, Nicole Morier, Britney Spears) – 3:39
7. „When The Sun Goes Down“ (Selena Gomez, Joey Clement, Steve Sulikowski, Stefan Abingdon) – 3:16
8. „My Dilemma“ (Antonina Armato, Tim James, Karaoglu) – 3:10
9. „That's More Like It“ (Josh Alexander, Billy Steinberg, Katy Perry) – 3:08
10. „Outlaw“ (Selena Gomez, Antonina Armato, Tim James, Thomas Armato Sturges) – 3:22
11. „Middle of Nowhere“ (Espen Lind, Amund Bjorklund, Sandy Wilhelm, Carmen Michelle Key) – 3:26
12. „Dices“ (Kiriakou, Hamilton; Edgar Cortazar, Mark Portmann) – 3:15

### Бонус песни за Target
1. „Fantasma de Amor“ (испанска версия на Ghost of You) – 3:24
2. „A Year Without Rain“ (Dave Audé Radio Remix) – 4:00
3. „Who Says“ (Bimbo Jones Radio Remix) – 2:51
4. „Who Says“ (Dave Audé Radio Remix) – 3:35